# Léo Ferré à Bobino
Albums par Léo Ferré
La Chanson du mal-aimé
(1957) Encore du Léo Ferré
(1958)
Lives par Léo Ferré
Récital Léo Ferré à l'Olympia
(1955) Récital Léo Ferré à l'Alhambra
(1961)
Léo Ferré à Bobino est un album de Léo Ferré enregistré en public lors de son passage sur la scène du théâtre Bobino de Paris, du 3 au 15 janvier 1958. Il ne restitue pas de manière intégrale le tour de chant de l'artiste.

## Titres
Paroles et musiques de Léo Ferré sauf indications contraires.
Les titres marqués d'un astérisque (*) n'ont jamais été enregistrés en studio par Ferré.
| 1. | La Fortune            |          | 2:20 |
| 2. | Comme dans la haute * |          | 4:11 |
| 3. | Java partout          |          | 2:59 |
| 4. | Monsieur mon passé    |          | 3:31 |
| 5. | Le Guinche            |          | 3:39 |
| 6. | Le Flamenco de Paris  |          | 4:15 |
| 7. | Pauvre Rutebeuf       | Rutebeuf | 4:23 |

| 8.  | Les Indifférentes * | Jean-Roger Caussimon | 4:45 |
| 9.  | La Zizique          |                      | 2:50 |
| 10. | Mon Sébasto         | Jean-Roger Caussimon | 5:12 |
| 11. | L'Homme             |                      | 2:37 |
| 12. | T'en as             |                      | 2:22 |
| 13. | Graine d'ananar     |                      | 3:01 |
| 14. | Paris canaille      |                      | 2:14 |

## Musiciens
- Léo Ferré : piano (pistes 6 & 7)
- Jean Cardon : accordéon
- Barthélémy Rosso : guitare
- Paul Castanier : piano

## Production
- Prise de son : ?
- Coordination : ?
- Crédits visuels : André Villers